# CFU Club Championship 2010
Navigation
Édition précédente Édition suivante
La CFU Club Championship 2010 est la douzième édition de la  CFU Club Championship. Elle se dispute entre dix-huit équipes provenant de dix associations de l'Union caribéenne de football. 
Les trois meilleures équipes se qualifient pour la Ligue des champions de la CONCACAF 2010-2011. Il s'agit du Puerto Rico Islanders qui remporte le titre pour la première fois de son histoire, du Joe Public FC qui termine à la seconde place de la compétition et du San Juan Jabloteh qui termine à la troisième place de la compétition.

## Participants
La compétition est ouverte à tous les champions et vice-champions des championnats membres de la CFU s'étant terminés avant la fin 2009. Les inscriptions pour tous les clubs intéressés se sont closes le 31 décembre 2009. 
Avec l’augmentation du nombre d’équipes engagées, la formule du CFU Club Championship change cette saison. Un premier tour voit quinze clubs se disputer les huit places pour le second tour, lors de rencontres en poules. Les trois meilleures formations de l'édition précédente entrent directement au second tour, qui détermine les quatre clubs qualifiés pour le groupe final. Il s'agit des Islanders de Porto Rico, du Joe Public FC et du Tempête FC.
Un total de 18 équipes, provenant de 10 associations de la CFU, entrent dans la compétition. 
Le tableau des clubs participants est donc le suivant :
| Nation                          | Club                    | Qualification                                                     |
| Second tour                     | Second tour             | Second tour                                                       |
| ------------------------------- | ----------------------- | ----------------------------------------------------------------- |
| Porto Rico                      | Islanders de Porto Rico | Tenant du titre                                                   |
| Trinité-et-Tobago               | San Juan Jabloteh       | Vice-champion de Trinité-et-Tobago 2009                           |
| Haiti                           | Tempête FC              | Vainqueur du Tournoi d'ouverture 2009                             |
| Premier tour                    |                         |                                                                   |
| Antilles néerlandaises          | SV Hubentut Fortuna     | Champion des Antilles néerlandaises 2009                          |
| Antilles néerlandaises          | CSD Barber              | Vice-champion des Antilles néerlandaises 2009                     |
| Bermudes                        | Devonshire Cougars      | Champion des Bermudes 2008-2009                                   |
| Iles Caïmans                    | Elite SC                | Champion des îles Caïmans 2008-2009                               |
| Dominique                       | Bath Estate             | Champion de Dominique 2009                                        |
| Guyana                          | Alpha United FC         | Champion du Guyana 2009                                           |
| Guyana                          | Guyana Defence Force FC | Vice-champion du Guyana 2009                                      |
| Haiti                           | Racing Gonaïves         | Vainqueur du Tournoi de Clôture 2008                              |
| Porto Rico                      | Bayamón FC              | Champion de Porto Rico 2009                                       |
| Porto Rico                      | CA River Plate          | Vainqueur de la phase régulière du championnat de Porto Rico 2009 |
| Saint-Vincent-et-les-Grenadines | Avenues United FC       | Champion de Saint-Vincent-et-Grenadines 2008-2009                 |
| Saint-Vincent-et-les-Grenadines | Systems 3 FC            | Vice-champion de Saint-Vincent-et-Grenadines 2008-2009            |
| Suriname                        | Walking Bout Company    | Champion du Suriname 2008-2009                                    |
| Suriname                        | SV Leo Victor           | Vice-champion du Suriname 2008-2009                               |
| Trinité-et-Tobago               | Joe Public FC           | Champion de Trinité-et-Tobago 2009                                |

| Suriname : SV Leo Victor Walking Bout Company Puerto Rico Islanders CA River Plate Bayamón FC San Juan Jabloteh Joe Public FC Alpha United FC Guyana Defence Force FC Devonshire Cougars Elite SC Tempête FC Racing Gonaïves Bath Estate Avenues United FC Systems 3 FC SV Hubentut Fortuna CSD Barber |

Les fédérations suivantes n'ont pas présenté d'équipe pour la compétition :
| - Anguilla - Antigua-et-Barbuda - Aruba - Bahamas - Barbades - Îles Vierges britanniques - Cuba | - République dominicaine - Guyane française - Grenade - Guadeloupe - Jamaïque - Martinique - Montserrat | - Saint-Christophe-et-Niévès - Saint-Martin - Sint Maarten - Sainte-Lucie - Îles Turques-et-Caïques - Îles Vierges américaines |

## Calendrier
| Phases de groupes (2010) |                |    |         |
| 1er tour                 | 16 au 30 mars  | 14 | 18 à 12 |
| 2e tour                  | 13 au 18 avril | 12 | 12 à 4  |
| Phase finale (2010)      |                |    |         |
| Tour final               | 5 au 9 mai     | 4  | 4 à 1   |

## Phases de groupes

### Premier tour
Les deux meilleurs de chaque groupe sont directement qualifiés pour le second tour de la compétition ainsi que le meilleur troisième des quatre groupes.

#### Groupe A
Les matchs se jouent au Stade Ergilio Hato de Willemstad dans les Antilles néerlandaises.
| Rang | Équipe              | Pts | J | G | N | P | Bp | Bc | Diff |
| ---- | ------------------- | --- | - | - | - | - | -- | -- | ---- |
| 1    | CA River Plate      | 9   | 3 | 3 | 0 | 0 | 12 | 2  | +10  |
| 2    | Racing Gonaïves     | 4   | 3 | 1 | 1 | 1 | 13 | 4  | +9   |
| 3    | CSD Barber          | 3   | 3 | 1 | 0 | 2 | 3  | 6  | -3   |
| 4    | SV Hubentut Fortuna | 1   | 3 | 0 | 1 | 2 | 3  | 9  | -6   |

| Résultats (▼dom., ►ext.) |  |     |     |     |
| CSD Barber               |  | 0-1 | 3-1 | 0-4 |
| Racing Gonaïves          |  |     | 1-1 | 1-3 |
| SV Hubentut Fortuna      |  |     |     | 1-5 |
| River Plate              |  |     |     |     |

#### Groupe B
Les matchs se jouent au Stade Juan Ramón Loubriel de Bayamón à Porto Rico.
| Rang | Équipe       | Pts | J | G | N | P | Bp | Bc | Diff |
| ---- | ------------ | --- | - | - | - | - | -- | -- | ---- |
| 1    | Bayamón FC   | 4   | 2 | 1 | 1 | 0 | 6  | 2  | +4   |
| 2    | System 3 FC  | 1   | 2 | 0 | 1 | 1 | 2  | 6  | -4   |
| 3    | Elite SC,    | 0   | 0 | 0 | 0 | 0 | 0  | 0  | 0    |
| 4    | Bath Estate, | 0   | 0 | 0 | 0 | 0 | 0  | 0  | 0    |

| Résultats (▼dom., ►ext.) |  |     |  |     |
| Bath Estate              |  |     |  |     |
| Bayamón FC               |  |     |  | 2-2 |
| Elite SC                 |  |     |  |     |
| System 3 FC              |  | 0-4 |  |     |

#### Groupe C
Les matchs se jouent au Victoria Park (en) de Kingstown à Saint-Vincent-et-les-Grenadines.
| Rang | Équipe             | Pts | J | G | N | P | Bp | Bc | Diff |
| ---- | ------------------ | --- | - | - | - | - | -- | -- | ---- |
| 1    | Joe Public FC      | 9   | 3 | 3 | 0 | 0 | 18 | 5  | +13  |
| 2    | Avenues United FC  | 4   | 3 | 1 | 1 | 1 | 5  | 9  | -4   |
| 3    | SV Leo Victor      | 3   | 3 | 1 | 0 | 2 | 9  | 9  | 0    |
| 4    | Devonshire Cougars | 1   | 3 | 0 | 1 | 2 | 6  | 15 | -9   |

| Résultats (▼dom., ►ext.) |  |     |     |     |
| Avenues United FC        |  | 2-2 | 0-6 | 3-1 |
| Devonshire Cougars       |  |     | 2-8 | 2-5 |
| Joe Public FC            |  |     |     | 4-3 |
| SV Leo Victor            |  |     |     |     |

#### Groupe D
| Rang | Équipe                  | Pts | J | G | N | P | Bp | Bc | Diff |  | Résultats (▼ dom., ► ext.) | Alp | WBC | Def |
| ---- | ----------------------- | --- | - | - | - | - | -- | -- | ---- |  | -------------------------- | --- | --- | --- |
| 1    | Alpha United FC         | 4   | 2 | 1 | 1 | 0 | 4  | 2  | +2   |  | Alpha United FC            |     | 1-1 | 3-1 |
| 2    | Walking Bout Company    | 4   | 2 | 1 | 1 | 0 | 3  | 2  | +1   |  | Walking Bout Company       |     |     | 2-1 |
| 3    | Guyana Defence Force FC | 0   | 2 | 0 | 0 | 2 | 2  | 5  | -3   |  | Guyana Defence Force FC    |     |     |     |

### Second tour
Le second tour rassemble les neuf qualifiés du premier tour ainsi que les trois meilleures formations de la CFU Club Championship 2009. Les douze clubs sont répartis en quatre poules de trois équipes, seule la première accède à la poule finale.

#### Groupe E
| Rang | Équipe                | Pts | J | G | N | P | Bp | Bc | Diff |  | Résultats (▼ dom., ► ext.) | Isl | Rac |
| ---- | --------------------- | --- | - | - | - | - | -- | -- | ---- |  | -------------------------- | --- | --- |
| 1    | Puerto Rico Islanders | 6   | 2 | 2 | 0 | 0 | 5  | 0  | +5   |  | Puerto Rico Islanders      |     | 3-0 |
| 2    | Racing Gonaïves       | 0   | 2 | 0 | 0 | 2 | 0  | 5  | -5   |  | Racing Gonaïves            | 0-2 |     |
| 3    | SV Leo Victor forfait |     |   |   |   |   |    |    |      |  |                            |     |     |

#### Groupe F
| Rang | Équipe             | Pts | J | G | N | P | Bp | Bc | Diff |  | Résultats (▼ dom., ► ext.) | Bay | Ave |
| ---- | ------------------ | --- | - | - | - | - | -- | -- | ---- |  | -------------------------- | --- | --- |
| 1    | Bayamón FC         | 6   | 2 | 2 | 0 | 0 | 8  | 2  | +6   |  | Bayamón FC                 |     | 3-0 |
| 2    | Avenues United FC  | 0   | 2 | 0 | 0 | 2 | 2  | 8  | -6   |  | Avenues United FC          | 2-5 |     |
| 3    | Tempête FC forfait |     |   |   |   |   |    |    |      |  |                            |     |     |

#### Groupe G
| Rang | Équipe            | Pts | J | G | N | P | Bp | Bc | Diff |  | Résultats (▼ dom., ► ext.) | Jua | RPl | Alp |
| ---- | ----------------- | --- | - | - | - | - | -- | -- | ---- |  | -------------------------- | --- | --- | --- |
| 1    | San Juan Jabloteh | 6   | 2 | 2 | 0 | 0 | 3  | 0  | +3   |  | San Juan Jabloteh          |     | 1-0 | 2-0 |
| 2    | River Plate       | 1   | 2 | 0 | 1 | 1 | 1  | 2  | -1   |  | River Plate                |     |     | 1-1 |
| 3    | Alpha United FC   | 1   | 2 | 0 | 1 | 1 | 1  | 3  | -2   |  | Alpha United FC            |     |     |     |

#### Groupe H
| Rang | Équipe               | Pts | J | G | N | P | Bp | Bc | Diff |  | Résultats (▼ dom., ► ext.) | Joe | WBC | Sys |
| ---- | -------------------- | --- | - | - | - | - | -- | -- | ---- |  | -------------------------- | --- | --- | --- |
| 1    | Joe Public FC        | 6   | 2 | 2 | 0 | 0 | 8  | 1  | +7   |  | Joe Public FC              |     | 5-0 | 3-1 |
| 2    | Walking Bout Company | 3   | 2 | 1 | 0 | 1 | 2  | 5  | -3   |  | Walking Bout Company       |     |     | 2-0 |
| 3    | System 3 FC          | 0   | 2 | 0 | 0 | 2 | 1  | 5  | -4   |  | System 3 FC                |     |     |     |

## Phase finale
| Rang | Équipe                | Pts | J | G | N | P | Bp | Bc | Diff |  | Résultats (▼ dom., ► ext.) | Isl | Joe | Jua | Bay |
| ---- | --------------------- | --- | - | - | - | - | -- | -- | ---- |  | -------------------------- | --- | --- | --- | --- |
| 1    | Puerto Rico Islanders | 7   | 3 | 2 | 1 | 0 | 5  | 1  | +4   |  | Puerto Rico Islanders      |     | 1-1 | 1-0 | 3-0 |
| 2    | Joe Public FC         | 4   | 3 | 1 | 1 | 1 | 3  | 4  | -1   |  | Joe Public FC              |     |     | 1-0 | 1-3 |
| 3    | San Juan Jabloteh     | 3   | 3 | 1 | 0 | 2 | 4  | 3  | +1   |  | San Juan Jabloteh          |     |     |     | 4-1 |
| 4    | Bayamón FC            | 3   | 3 | 1 | 0 | 2 | 4  | 8  | -4   |  | Bayamón FC                 |     |     |     |     |

| Champion de la CFU 2010             |
| ----------------------------------- |
| Drapeau de Porto Rico               |
| Puerto Rico Islanders Premier titre |